# Quelea cap-roig
El quelea cap-roig o teixidor carpó-roig (Quelea erythrops) és una espècie d'ocell de la família dels plocèids (Ploceidae) que habita sabanes i canyars de gran part de l'Àfrica Subsahariana.